# Уселюб
Усе́люб — агромістечко в Новогрудському районі Гродненської області Білорусі. Адміністративний центр Уселюбської сільради. Населення 717 осіб (2000). Знаходиться за 15 км на північ від Новогрудка, на автомобільній дорозі Новогрудок — Ів'є.

## Історія
Перша письмова згадка про Уселюб датується 1422 роком, уміщається на печатці Яна Немири.
|  | + s(igillum) x iohan(n)is x de x wselub x |

У 1433 великий князь Сигізмунд Кейстутович підтвердив надання маєтку родові Немировичів.

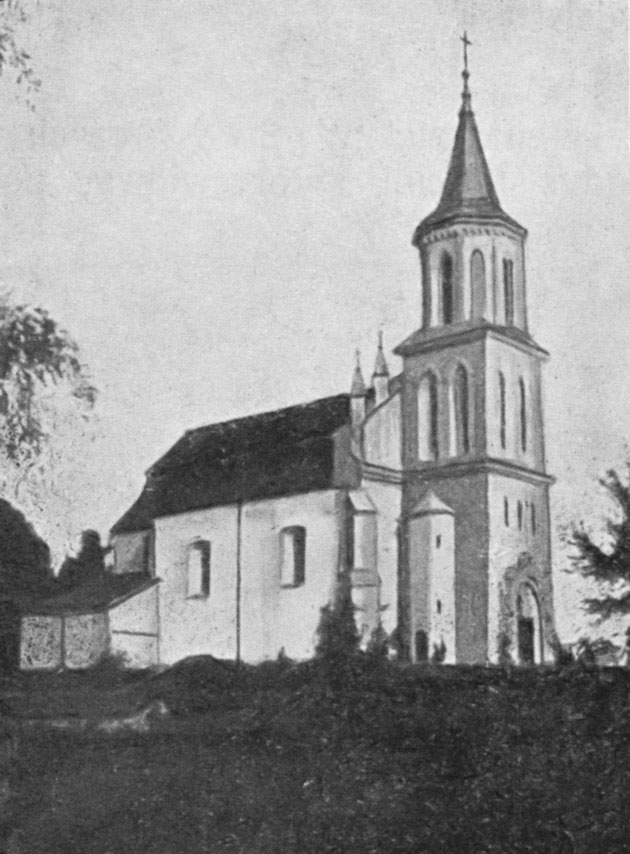
Костел, початок XX століття

У XV ст. засновано костел. У першій половині XVI ст. маєток спільно посідали Немировичі та їх родичі Щити, пізніше — воєвода полоцький С. Довойно. За адміністративно-територіальною реформою 1565—1566 років Уселюб увійшов у склад Новогрудського повіту Новогрудського воєводства. По смерті С. Довойна в 1571 р. маєток перейшов його вдові Барбарі Соломерецькій, яка 1576 продала його Миколаю Радзивіллу Рудому. У 1576—1642 костел було перероблено на кальвіністський збір. З 1713 Уселюб знаходився у володінні О. Новосельського, потім М. Ф. Радзивілла, у 1746 перейшов до його сина Альбрехта, а в 1790-ті — до О. М. Патея.
Унаслідок другого поділу Речі Посполитої (1793) Уселюб опинився в складі Російської імперії, у Новогрудському повіті. 1861 Уселюб став центром волості. 1884 тут збудували церкву. 1886 у містечку було 108 дворів, існувала волосна управа, 2 церкви, 2 каплиці, костел, синагога, 2 крамниці, 2 заїзні двори.
За Ризьким мирним договором (1921) Уселюб опинився в складі міжвоєнної Польської Республіки, де став центром ґміни Новогрудського повіту.
1939 р. Уселюб увійшов у склад БРСР, де 12 жовтня 1940 став центром сільради. Статус поселення було понижено до села. Станом на 2000 тут було 198 дворів.

## Населення
- XIX століття: 1830 — 338 чоловіків, з них шляхти 3, духовного стану 1, міщан-юдеїв 58, міщан-християн і селян 325, жебраків 1[4]; 1886 — 730 осіб; 1897 — 1255 осіб.
- XX століття: 1921 — 736 осіб[5]; 2000 — 717 осіб[6].

## Світлини

Містечко на старих знімках
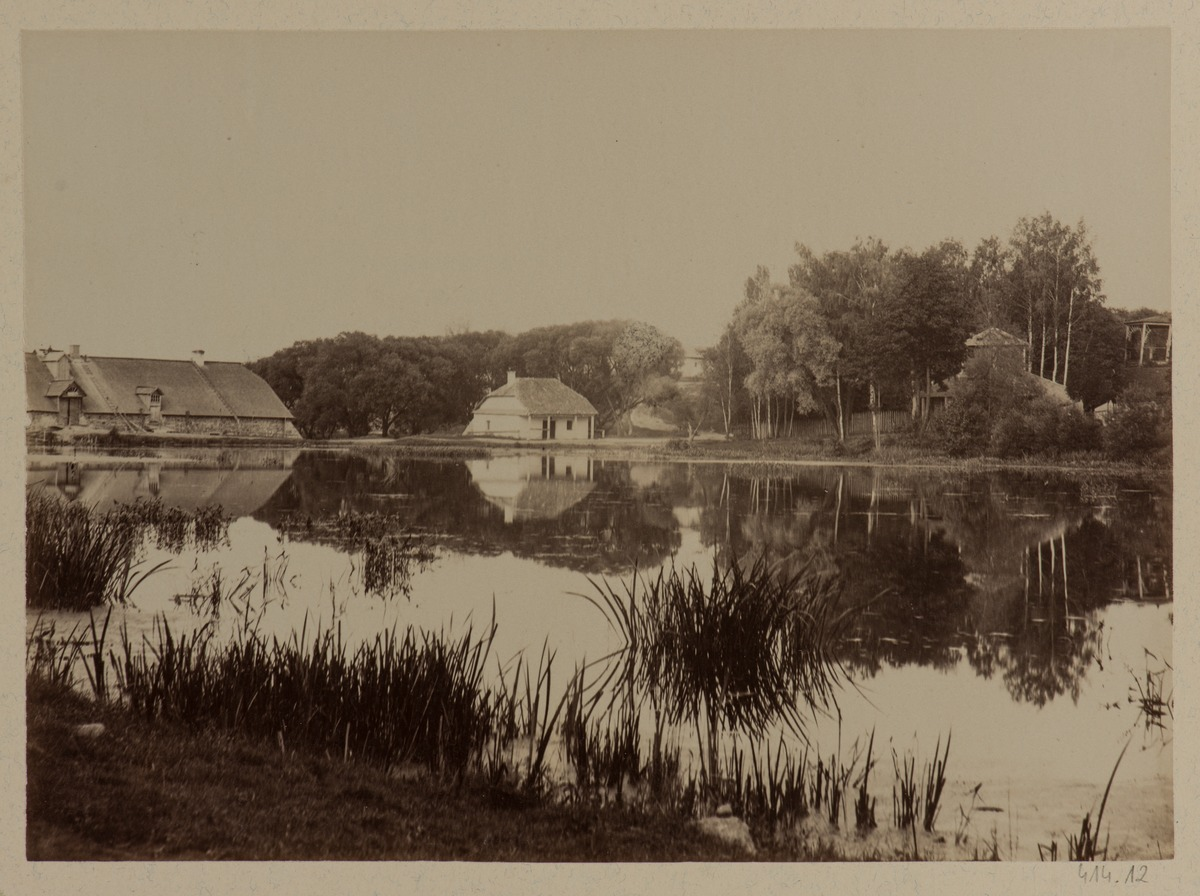
Панорама
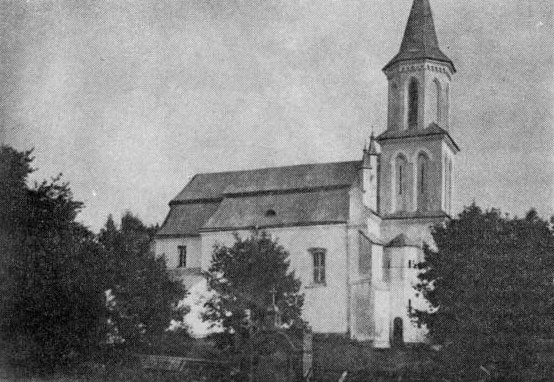
Костел
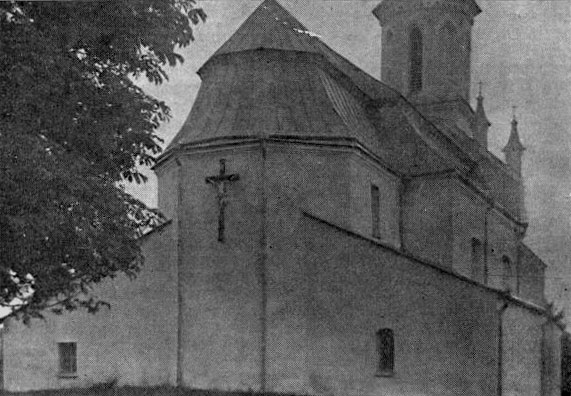
Костел, апсида
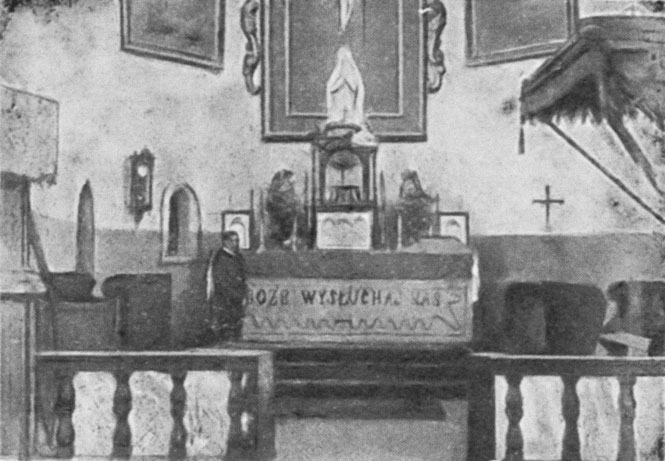
Костел, інтер'єр